# Илиешу, Мирел
Мире́л Илие́шу (рум. Mirel Ilieşiu; 18 октября 1923, Бухарест, Румыния — 23 марта 1985, Тыргу-Муреш, Румыния) — румынский кинорежиссёр и сценарист.

## Биография
Был журналистом. Снимал документальные фильмы. Писал сценарии к своим фильмам.

## Фильмография

### Режиссёр
- 1953 — Буран / Viscolul
- 1957 — Красочный мир великой реки (Заметки из дельты) / Bunte Welt am großen Strom
- 1958 — / 60 de zile în sudul Asiei
- 1959 — Биказ / Bicaz: Cota 563
- 1960 — Свет и камень / Lumina şi piatra
- 1962 — Три крика на Быстрице / Trei strigăte pe Bistriţa
- 1964 — Особые ритмы
- 1966 — Начало
- 1969 — / O Nunta cum s-a mai facut
- 1969 — Песни эпохи возрождения / Cântecele Renaşterii
- 1970 — / Patru zile dintr-un an
- 1971 — Мимоходом
- 1971 — Виртуозы
- 1971 — Эмоции
- 1972 — Родители, не забывайте о детях
- 1972 — / Amintiri...
- 1973 — Мадригалу 10 лет
- 1974 — Дома, друзья наши
- 1975 — Мачты
- 1975 — Марамурешские корни
- 1977 — Правильный путь

## Награды
- 1954 — премия Кинофестиваля в Карловых Варах («Буран»)
- 1969 — Золотая пальмовая ветвь за лучший короткометражный фильм 22-го Каннского кинофестиваля («Песни эпохи возрождения»)
- 1969 — Технический гран-при - специальный приз 22-го Каннского кинофестиваля («Песни эпохи возрождения»)